# Wanderson Silva de Oliveira
Wanderson Silva de Oliveira (Rio de Janeiro, 27 de agosto de 1987) é um futebolista paralímpico brasileiro, que se posiciona como atacante.
Atualmente atua na seleção brasileira de futebol de 7, exclusiva a deficientes intelectuais, na qual representou seu país nos Jogos Olímpicos de Verão de 2016, no Rio de Janeiro.